# Claude Salmiéri
 (avril 2021).
Si vous disposez d'ouvrages ou d'articles de référence ou si vous connaissez des sites web de qualité traitant du thème abordé ici, merci de compléter l'article en donnant les références utiles à sa vérifiabilité et en les liant à la section « Notes et références ».
Claude Salmiéri, né le 30 novembre 1958 à Tunis, est un batteur, pianiste, compositeur et arrangeur français.

## Biographie
Claude Salmiéri est issu d'une famille de musiciens d'origine italienne. Son père, batteur professionnel, l'installe derrière sa première batterie à l'âge de cinq ans.
À huit ans, il entre au conservatoire de Saint-Maur-des-Fossés en classe de percussions classique et y entame des études de solfège. Parallèlement, il commence l'étude du piano.
En 1974, âgé de quinze ans, il est admis au Conservatoire national de Paris où il obtient un 1er prix de percussions classique. Il quitte le conservatoire de Saint-Maur avec un 1er prix de piano classique.
En 1976, il fait ses débuts professionnels en accompagnant Yves Simon.
De 1978 à 1980, c'est l'expérience de Magma qui lui permet, aux côtés de Christian Vander, de puiser une énergie supplémentaire.
Salmiéri joue sur des albums de Ray Charles, France Gall, Michel Berger, Richard Cocciante, Peter Kingsbery, Kim Carnes, Ronnie Spector, Nina Hagen, Céline Dion, Axel Bauer, Jean-Jacques Goldman, Marc Lavoine, Bernard Lavilliers, Calogero, Florent Pagny, Michel Fugain, Julien Clerc, Louis Chedid, Johnny Hallyday, Renaud, William Sheller, Don Cherry, Marvin Gaye, et accompagne sur scène Lalo Schifrin, Larry Carlton, Robben Ford, Francis Cabrel, Alain Chamfort, Michel Delpech, Véronique Sanson, Romain Lamia, Vladimir Cosma, avec lequel il collabore sur des musiques de films.
En 1988, c'est le groupe Paga Group qui lui permet naturellement de prendre sa place dans le jazz fusion, prouvant ainsi son éclectisme.
Il enregistre son 1er album, Self Portrait, en 1991.
En 1996, il fonde avec Jannick Top le groupe STS et enregistre l'album Système solaire.
Claude Salmieri a également participé à diverses comédies musicales telles que Starmania, Tycoon et Notre-Dame de Paris.
Aujourd'hui, en parallèle de son propre quartet de jazz, il travaille en studio comme compositeur et produit les enregistrements de divers artistes. En outre, il collabore depuis 2005 avec la marque Prodipe pour la fabrication de batterie et de micros de batterie sous son propre nom.